# Saige Ka'aha'aina-Torres
Saige Ka'aha'aina-Torres (30 luglio 2000) è una pallavolista statunitense, palleggiatrice della LOVB Austin.

## Carriera

### Club
La carriera di Saige Ka'aha'aina-Torres inizia nei tornei scolastici delle Hawaii, partecipando con la 'Iolani School. Dopo il diploma gioca nella lega universitaria NCAA Division I, partecipando inizialmente con la Utah dal 2018 al 2020 (con quest'ultima annata conclusasi nel 2021 a causa della pandemia di COVID-19 negli Stati Uniti d'America) e poi con la Texas nel biennio tra il 2021 e il 2022, concludendo la sua eleggibilità sportiva con la vittoria del titolo nazionale.
Inizia la sua carriera da professionista a Porto Rico, dove è di scena nella Liga de Voleibol Superior Femenino 2023 con le Changas de Naranjito. Nella stagione 2023-24 approda nella Ligue A francese, indossando la casacca del Vandœuvre Nancy, mentre nell'annata seguente torna in partia per disputare la League One Volleyball 2025 con la LOVB Austin, aggiudicandosi il titolo nazionale.

## Palmarès

### Club
- NCAA Division I: 1

2022
- LOVB: 1

2025

### Premi individuali
- 2022 - NCAA Division I: Omaha National All-Tournament Team